# Sandrinho
Sandro Teixeira Falcetta (São Paulo, 15 de junho de 1973), mais conhecido como Sandrinho, é um ex-jogador brasileiro de futsal, que atuava na posição de ala. Ele fez parte da Seleção Brasileira de Futsal que conquistou o terceiro título mundial em 1996.